# Alexander-Newski-Kirche (Belgrad)

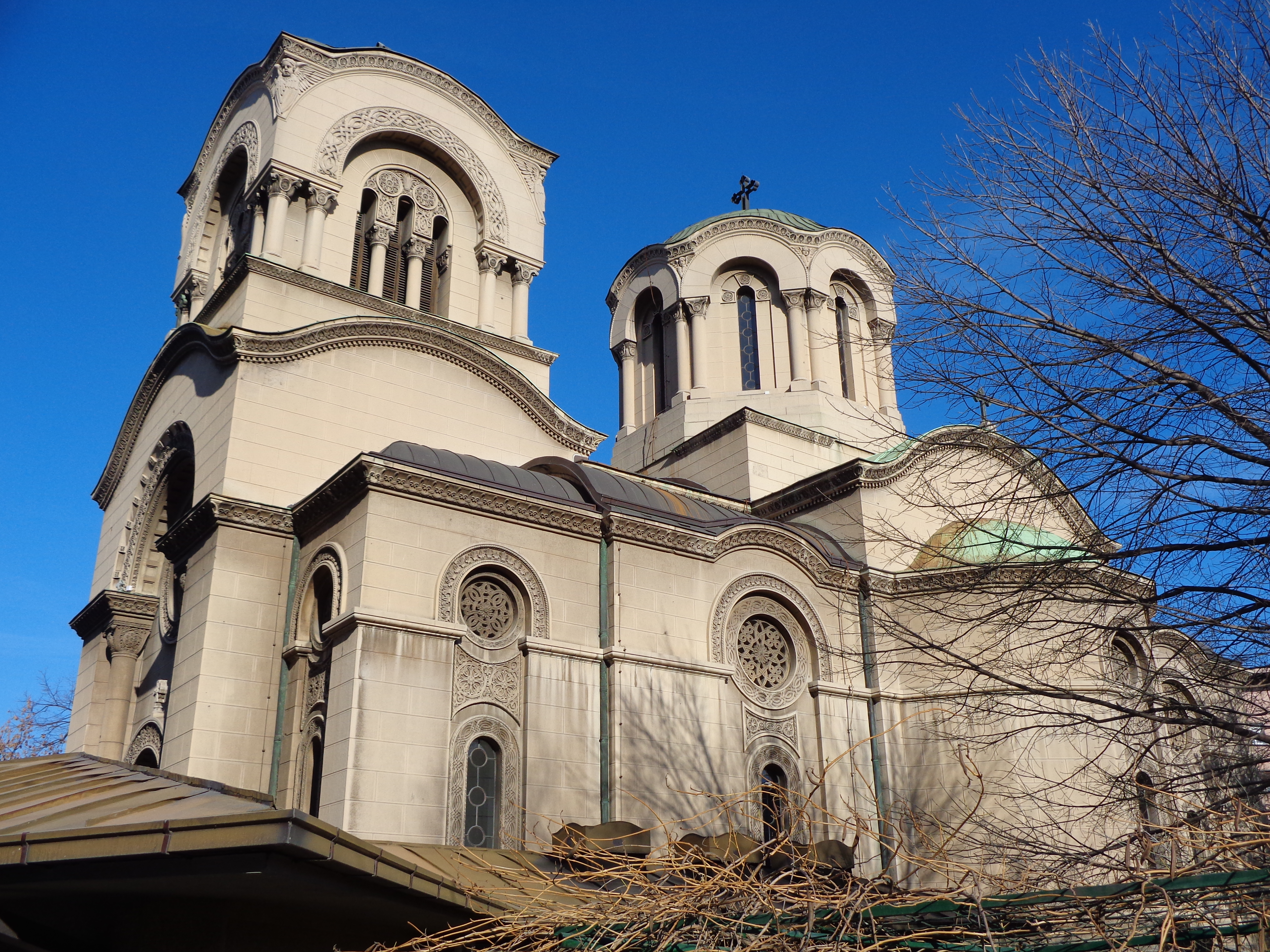
Die Alexander-Newski-Kirche in Belgrad

Die Alexander-Newski-Kirche (serbisch: Hram Svetog Aleksandra Nevskog / Црква Светог Александра Невског) ist eine Serbisch-orthodoxe Kirche in der serbischen Hauptstadt Belgrad wurde im Stil der Morava-Schule erbaut. Sie befindet sich im Stadtteil Dorćol im Stadtbezirk Stari Grad. Wie alle Alexander-Newski-Kathedralen und -Kirchen ist sie nach dem russischen Nationalheiligen Alexander Jaroslawitsch Newski benannt.  Die Kirche gehört zur Erzeparchie von Belgrad und Karlovci der Serbisch-orthodoxen Kirche

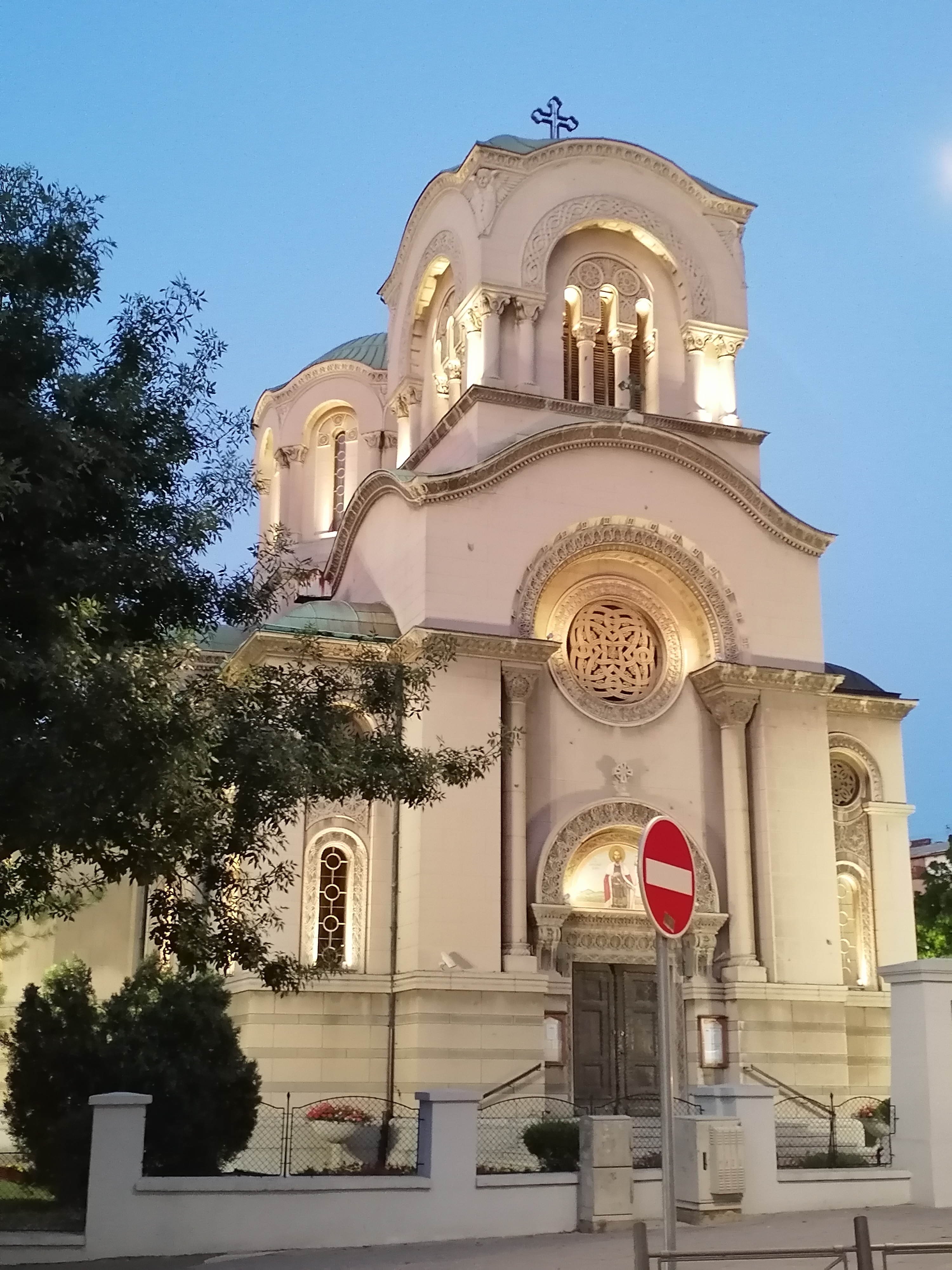
Frontalansicht der Alexander-Newski-Kirche in Belgrad

Eine erste Kirche wurde 1877 erbaut, jedoch wurde schon 1912 der Plan einer größeren Kirche aufgeworfen. Als Architektin wurde Jelisaveta Načić gewählt. Das Fundament wurde 1912 geweiht, jedoch verzögerte der Bau sich wegen des Ersten Weltkrieges, sodass das Bauende 1928 oder 1929 war.
Die Ikonen der Kirche wurden 1930 in der Werkstatt des russischen Künstlers Boris Seljank gemalt. Die marmorne Ikonostase wurde im gleichen Jahr von dem jugoslawischen König Alexander I. gestiftet, zuvor war jedoch geplant gewesen, sie an das Mausoleum auf dem Oplenac zu geben. Im Chor befinden sich Denkmäler des russischen Zaren Nikolaus II. und des jugoslawischen Königs Alexander I. sowie Denkmäler für die Soldaten, die in den Befreiungskriegen gegen die Osmanen 1876–1918 gestorben waren. Die heutige Wandmalerei wurde 1970–1972 von Hieromonachus Naum Andrić mittels Seccomalerei geschaffen.